# The Hills of Silence
The Hills of Silence è un cortometraggio muto del 1914. Il nome del regista non viene riportato nei credit del film che, prodotto dalla Bison Motion Pictures, aveva come interpreti Ray Gallagher, Cleo Madison, Frank Lanning, Beatrice Van, Edwin Alexander.

## Trama
Da una città dell'Est due famiglie, i Blacke e i Reed, partono insieme per andare a cercare fortuna nel West. Lungo la strada, dopo che i due gruppi si sono separati, vengono entrambi attaccati e massacrati dagli indiani. Jack Blake perde così tutta la sua famiglia, mentre i Reed perdono la madre. Questi ultimi si stabiliscono in California, ma il padre, dopo la perdita della moglie, diventa così depresso che non ha più alcun interesse nella vita. Mary, la ragazza, trovandosi a vivere in un ambiente rude e selvaggio, prende confidenza con le pistole ma un giorno, mentre si sta esercitando al tiro, uccide incidentalmente il fratello. Un giorno, in California arriva anche Jack Blake, diventato nel frattempo ingegnere minerario. Durante una partita a carte, viene ferito da Red Lawson, che poi fugge andando a cercare rifugio nella casa dei Reed. Trova, sola in casa, Mary: la ragazza, cercando di difendersi dall'aggressione dell'intruso, rovescia una lampada che provoca un incendio. Il dramma sembra non avere fine, ma giunge in quel momento Jack: i due, che anni prima erano stati innamorati, finalmente si ritrovano. Lawson, intanto, si trova accanto al vecchio Reed che indugia presso la tomba della moglie morta. Mentre si appresta a sparargli, viene ucciso da un suo vecchio nemico. Ora i superstiti delle due sfortunate famiglie si uniscono per cercare di vivere insieme un futuro migliore.

## Produzione
Il film fu prodotto dalla 101-Bison (Bison Motion Pictures).

## Distribuzione
Distribuito dalla Universal Film Manufacturing Company, il film - un cortometraggio in tre bobine - uscì nelle sale statunitensi il 16 maggio 1914.